# Cauchas breviantennella
Cauchas breviantennella is een vlinder uit de familie van de langsprietmotten (Adelidae). De wetenschappelijke naam van de soort is voor het eerst geldig gepubliceerd door Nielsen & Johansson in 1980.
De soort komt voor in Europa.